# Tirso de Molina
Tirso de Molina, född 1571 i Madrid, död 1648 i Soria, var en spansk författare och präst. Tirso de Molina var en pseudonym och han riktiga namn var Gabriel Téllez.

## Biografi
Tirso de Molina studerade vid universitetet i Alcalá och gick sedan i kyrkans tjänst som dominikanmunk. Han skrev omkring 400 skådespel, varav ca 80 är bevarade och några ännu tillhörande den levande repertoaren i spanskspråkiga länder. Det var tragedier, komedier, religiösa och historiska dramer. 

## Verk översatta till svenska
- Don Gil med de gröna byxorna, 1924 (Don Gil de las calzas verdes, 1617)
- Förföraren från Sevilla och stengästen, 1924 (El burlador de Sevilla y convidado de piedra, 1630) - den första skrivna berättelsen om figuren Don Juan
- Djävulen frestar den blyge, 1979 (El vergonzoso en palacio, 1621)